# Joetta Clark
Joetta Clark (Estados Unidos, 1 de agosto de 1962) es una atleta estadounidense retirada especializada en la prueba de 800 m, en la que consiguió ser medallista de bronce mundial en pista cubierta en 1997.

## Carrera deportiva
En el Campeonato Mundial de Atletismo en Pista Cubierta de 1997 ganó la medalla de bronce en los 800 metros, llegando a meta en un tiempo de 1:59.82 segundos que fue su mejor marca personal, tras la mozambiqueña Maria Mutola y bielorrusa Natalya Dukhnova (plata con 1:59.31 segundos que fue récord nacional bielorruso).